# Lobulia
Lobulia – rodzaj jaszczurek z podrodziny Sphenomorphinae w rodzinie scynkowatych (Scincidae).

## Zasięg występowania
Rodzaj obejmuje gatunki występujące na Nowej Gwinei.

## Systematyka

### Etymologia
Epitet gatunkowy Lygosoma (Leiolopisma) elegantoides lobulus Loveridge, 1945 (łac. lobulus „płatek”).

### Podział systematyczny
Do rodzaju należą następujące gatunki:  
- Lobulia brongersmai (Zweifel, 1972)
- Lobulia elegans (Boulenger, 1897)
- Lobulia fortis Slavenko, Tamar, Tallowin, Kraus, Allison, Carranza & Meiri, 2021
- Lobulia huonensis Slavenko, Tamar, Tallowin, Kraus, Allison, Carranza & Meiri, 2021
- Lobulia lobulus (Loveridge, 1945)
- Lobulia marmorata Slavenko, Tamar, Tallowin, Kraus, Allison, Carranza & Meiri, 2021
- Lobulia vogelkopensis Slavenko, Tamar, Tallowin, Kraus, Allison, Carranza & Meiri, 2021